# Беловежская пуща (песня)
«Белове́жская пу́ща» — песня, совместно написанная в 1974–1975 годах композитором Александрой Пахмутовой и поэтом Николаем Добронравовым и ставшая одним из неофициальных символов Беларуси. Наибольшую известность получила в исполнении ВИА «Песняры» с вокалом Валерия Дайнеко. В 1980 году поэт Пётр Осадчук перевёл песню на украинский язык, тогда же поэтом Ростиславом Завистовичем она была переведена и на белорусский язык. В 1991 году после подписания Беловежских соглашений, подводивших черту в истории СССР, песня приобрела новое содержание, превратившись в своеобразный «реквием» по Советскому Союзу. В 1992–1993 годах «Песняры» не исполняли «Беловежскую пущу» на своих выступлениях, потому как у слушателя она ассоциировалась с подписанием договора о роспуске СССР.

## История создания
В конце лета 1974 года директор Государственного заповедно-охотничьего хозяйства «Беловежская пуща» Степан Болеславович Кочановский пригласил погостить у себя в заповеднике композитора Александру Пахмутову и поэта Николая Добронравова. Как позже признавался Кочановский, он надеялся произвести на супругов сильное впечатление, чтобы вдохновить их на создание песни о Беловежской пуще. Пахмутова рассказывала, что в 1973 году она председательствовала в жюри на всесоюзном конкурсе советской песни, который проводился в Минске. После конкурса, на котором первое место получили «Песняры», Первый секретарь ЦК КП Белорусской ССР Пётр Машеров пригласил всех членов жюри в гости и «ласково и настойчиво» уговорил Пахмутову и Добронравова поехать в Беловежскую пущу, где муж с женой никогда ещё не бывали.
Старший научный сотрудник заповедника, учёный-миколог Павел Кириллович Михалевич провёл для Пахмутовой и Добронравова экскурсию по заповеднику, во время которой гости увидели 700–800-летние дубы, стада зубров и оленей. После экскурсии Степан Кочановский прочитал супругам свои стихи, посвящённые Беловежской пуще, предложив Пахмутовой положить их на музыку, однако Александра Николаевна вежливо отклонила предложение, объясняя это тем, что пишет музыку только к стихам своего мужа. Тогда Степан Болеславович в шутку сказал, что не отпустит Добронравова, пока тот не напишет стихи о Беловежье. Поэт заперся в отдельной комнате и через два дня сочинил пять строф стихотворения «Беловежская пуща». Пахмутовой стихи понравились, однако она сказала супругу, что для песни они не подходят. В книге отзывов заповедника Пахмутова и Добронравов оставили запись: «Впервые посетив это истинное чудо природы — Беловежскую пущу, мы перенесли неповторимое чувство восхищения и радости». Уже через полгода, находясь в Москве,  Александра Николаевна, вспомнив о стихах мужа, за три дня написала к ним музыку.

## Исполнение
«Просто гениальная песня. И по тексту, и по мелодике. Я не говорю об исполнителе, конечно же...»
Впервые песня была исполнена в 1976 году выдающейся оперной певицей, народной артисткой СССР Бэлой Руденко с хором мальчиков Московского хорового училища им. А. В. Свешникова и записана на Всесоюзном радио. Затем «Беловежская пуща» была представлена на конкурсе «Песня-77» в исполнении Большого детского хора Центрального телевидения и Всесоюзного радио. Солистом выступил 13-летний Виталий Николаев из города Люберцы.
В 1977 году Пахмутова и Добронравов начинают своё музыкальное сотрудничество с ансамблем «Песняры». С разрешения авторов коллектив убирает из песни третий куплет со строчкой «Дети зубров твоих не хотят вымирать», так как она казалась слишком трагической. Композиция около полугода была в аранжировке ансамбля, так как руководитель группы Владимир Мулявин не мог найти для неё подходящего вокалиста. Для «Беловежской пущи» Мулявин пробовал трёх исполнителей, первым из которых был киевлянин Юрий Денисов, однако из-за запрета его выступление не показали по телевидению. По мнению одного из основателей группы Леонида Тышко, именно Юрий Денисов был лучшим исполнителем песни. На протяжении некоторого времени «Песняры» делали джазовые и роковые аранжировки песни, однако в конце концов решили оставить первую аранжировку, выполненную Анатолием Гилевичем.
В том же 1977 году в коллектив приходит Валерий Дайнеко. В качестве «экзамена» на полноценное вступление в группу Мулявин поставил ему задачу справиться с исполнением «Беловежской пущи». Впервые Дайнеко спел композицию в новосибирском Дворце спорта, где публика устроила артистам овацию. После успешного исполнения к нему подошёл Мулявин, похлопал по плечу и сказал: «Теперь твой голос принадлежит народу».
Во время записи на студии фирмы «Мелодия» Дайнеко должен был без ошибок спеть композицию от начала и до конца, так как запись частями не предполагалась. Всего песня была спета под фонограмму от пяти до десяти раз. Во время последнего дубля Дайнеко увидел, что в аппаратную наверху пришла Алла Пугачёва. Певец так разволновался, что в строчке «Где трава высока» не взял последнюю ноту, однако Пахмутова решила оставить эту помарку, потому как она добавляла в песню естественности. В итоге, именно этот дубль вошёл в изданную в 1978 году пластинку «Песняров».
Вслед за «Песнярами» «Беловежскую пущу» включил в свой репертуар ансамбль «Сябры». В 1983 году в исполнении детского хора песня вошла в заключительную сцену кинофильма «Чучело».
В начале 1980-х песня была переведена на белорусский язык поэтом Ростиславом Завистовичем и её исполнил певец Данчик.
В 2004 году театральный режиссёр Кирилл Серебренников использовал «Беловежскую пущу» в качестве музыкального рефрена в своей постановке по пьесе «Лес» Александра Островского.
Российская панк-рок-группа «Приключения Электроников» записала собственную версию композиции. Также песню исполняла российская группа Black Rocks. В декабре 2016 года на своём концерте в Гродно «Беловежскую пущу» исполнила украинская рок-группа «Океан Ельзи».